# Maratá

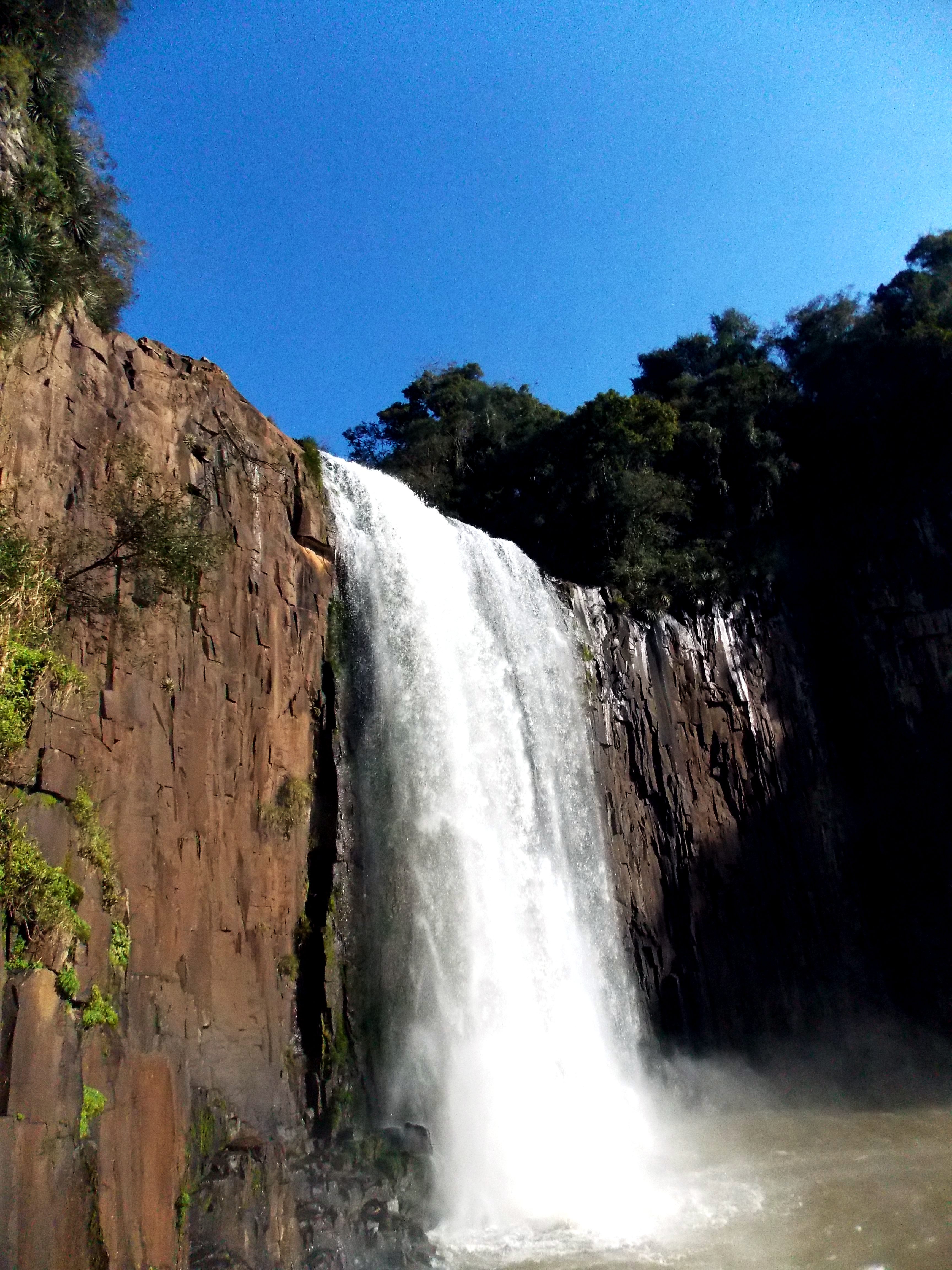
Cascada del municipio de Maratá.

Maratá es un municipio brasileño del estado de Rio Grande do Sul.
Se encuentra ubicado a una latitud de 29º32'56" Sur y una longitud de 51º33'14" Oeste, estando a una altitud de 30 metros sobre el nivel del mar. Su población estimada para el año 2004 era de 2.540 habitantes.
Ocupa una superficie de 86,324 km².
- Datos: Q1750080
- Multimedia: Maratá / Q1750080